# Erich Eliskases
Erich Gottlieb Eliskases (Innsbruck, 15 de fevereiro de 1913 — Córdoba, 2 de fevereiro de 1997) foi um notável enxadrista, autodidata, das décadas de 1930 e 1940, quando representou a Áustria, Alemanha e Argentina em competições internacionais.

## Biografia
Nascido em Innsbruck, Áustria, ele aprendeu a jogar xadrez com a idade de 12 anos e rapidamente mostrou um talento excepcional para o jogo, vencendo o campeonato do clube de xadrez Schlechter em seu primeiro ano no clube, com a idade de 14 anos. Aos 15, ele era o Campeão Tirolês e aos 16, dividiu o título de vencedor do Campeonato Austríaco.
Sua educação superior em Innsbruck e Viena foram entradas em negócios. Era o xadrez, entretanto, que havia capturado sua imaginação e ele teve resultados excepcionais nas Olimpíadas de Xadrez de 1930, 1933 e 1935. Quando a Alemanha e a Áustria foram unificadas, ele ganhou duas vezes o campeonato nacional alemão em Bad Oeynhausen em 1938 e 1939. Ele jogou defendendo a Alemanha na Olimpíada de Buenos Aires de 1939, que coincidou com o início da 2a. Guerra Mundial. Eliskases (e outros jogadores) decidiram ficar na Argentina (e por algum tempo no Brasil) em vez de retornar ao cenário dos conflitos. As autoridades brasileiras ameaçaram prender e expulsar Eliskases quando foram rompidos os laços com a Alemanha Nazista. Alguns entusiastas brasileiros ajudaram Eliskases a evitar este destino, contratando-o como professor de xadrez. Neste período ele foi duas vezes campeão gaúcho de xadrez, em 1947 e 1948. Depois de alguns anos escondido nos campos, quando teve dificuldades para viver, ele acabou se naturalizando cidadão argentino e representou seu novo país nas Olimpíadas de 1952, 1958, 1960 e 1964.
Conquistou os títulos de Mestre Internacional da FIDE em 1950 e o de Grande Mestre em 1952. Teve bons resultados em torneios, incluindo o primeiro lugar sozinho ou empatado nos torneios de Budapeste em 1934 (Campeonato Húngaro), Linz em 1934, Zurique em 1935, Milão em 1937, Noordwijk em 1938 (seu maior sucesso, à frente de Euwe e Keres), Krefeld em 1938, Bad Harzburg em 1939, Bad Elster em 1939, Viena em 1939, São Paulo em 1941 e mais tarde em 1947, Mar del Plata em 1948, Punta del Este em 1951, e Córdoba em 1959. Sua vitória em Noorwijk iniciou uma série de oito torneios consecutivos sem uma única derrota.
Venceu também matches contra Efim Bogoljubov (1939) e Rudolf Spielmann (três vezes, em 1932, 1936 e 1937).
Próximo do fim dos anos 1930, junto com Keres e Capablanca, Eliskases era considerado um terceiro possível desafiante para o Campeonato Mundial contra Alexander Alekhine. Na época, Alekhine era a favor de um matcho com o austríaco, que foi seu apoiador durante a defesa do título contra Max Euwe em 1937.
Entretanto, a fuga para a América do Sul aconteceu em péssima hora, conforme provas documentais mais tarde provaram que o regime nazista havia agendado um match dele contra o Campeão do Mundo em 1941, mas, devido às circunstâncias, abandonaram a ideia. Apesar disto, pode-se ver que Eliskases seria um desafiante à altura. Ele foi um dos poucos mestres e certamente o único austríaco a ter vencido três campeões mundiais (Capablanca, Euwe e Fischer). Ele teve um escore positivo contra Euwe (3-2), e escore empatado contra Capablanca (2-2) e Fisher (1-1). Os críticos de Eliskases poderiam apontar as credenciais de Keres, seu principal rival, mas o estoniano já havia sido vítima de Eliskases duas vezes, em torneios.
Eliskases continuou jogando nos anos 1950, 1960 e mesmo nos anos 1970, mas seus resultados eram menos impressionantes. Ele casou com a argentina María Esther Almeda em 1954 e teve um filho, Carlos Enrico. Em 1976 ele e sua esposa tentaram um retorno ao tirol austríaco, mas não conseguiram se estabelecer, e retornaram à Córdoba.
Eliskases também era um forte jogador por correspondência e suas notas mostraram que venceu mais de 75% das partidas durante seu período mais ativo.
Ele era considerado um expert de finais - em Semmering, 1937, venceu Capablanca em uma final de jogo, apesar dos finais serem um dos pontos fortes do ex-campeão mundial cubano. O GM holandês Hans Ree observou que Eliskases é um dos únicos quatro jogadores (Keres, Reshevsky, e Euwe são os outros) a vencer tanto Capablanca quanto Fischer.

## Obras
Erich Eliskases foi o autor da obra teórica Jogo de Posição: Tratado do Jogo de Xadrez, publicada em língua portuguesa no mês de outubro de 1943, durante sua permanência no Brasil, da tradução refundida de obra inédita Stellungspiele.